# واکس مدیا
واکس مدیا (به انگلیسی: Vox Media) یک شرکت رسانه ای دیجیتال آمریکایی است که در واشینگتن دی سی و نیویورک مستقر است. این شرکت در سال ۲۰۰۵ به عنوان شرکت اسپرتز بلاگ توسط جروم آرمسترانگ، تایلر بلسینسکی و مارکوس مولیتساس تأسیس شد و نام آن در سال ۲۰۱۱ به رسانه واکس تغییر پیدا کرد. این شرکت دفاتر دیگری در سان فرانسیسکو، شیکاگو، لس آنجلس، آستین و لندن در اختیار دارد. تا ماه ژوئن ۲۰۱۰، واکس بیش از ۳۰۰ سایت با بیش از ۴۰۰ نویسنده تحت پوشش خود داشت. در سپتامبر ۲۰۱۸، کام اسکور، واکس را در میان ۳۰ شرکت محبوب رسانه ای ایالات متحده قرار داد.
واکس مدیا دارای هفت برند رسانه ای مختلف است: ورج، واکس، اس بی نیشن، ایتر، پولیگان، کربد و ریکد.